# ТОЗ-12
ТОЗ-12 — однозарядная малокалиберная винтовка, которая была разработана конструктором-оружейником Д. М. Кочетовым и серийно производилась на Тульском оружейном заводе. Относится к классу спортивных стандартных винтовок.
ТОЗ-12 была разработана на основе конструкции спортивной винтовки ТОЗ-8М. В СССР на протяжении десятилетий она широко использовалась для начального обучения стрельбе в школьных тирах и системе ДОСААФ.

## Описание
Имеет идентичные с винтовкой ТОЗ-8М тяжелый ствол и затворную группу. Отличается от неё удлиненной ложей, ударно-спусковым механизмом с более плавным и меньшим усилием спуска, а так же прицельными приспособлениями, включающими в себя регулируемый по трем координатам диоптрический целик и мушку в длинном кольцевом намушнике. Запирание ствола производится продольно-скользящим поворотным затвором без боевых упоров, запираемым за рукоятку взведения.
ТОЗ-12 является безотказной и надёжной в эксплуатации.
В настоящее время некоторое количество винтовок ТОЗ-12 имеется в гражданском обороте, как охотничий нарезной карабин в неизменном виде.

## Варианты и модификации
- ТОЗ-12-01 - спортивная винтовка[3]
- ТОЗ-12ОПФ - охотничье-промысловый карабин НПО «Форт»[4][5], снят с производства[6]

## Страны-эксплуатанты
- СССР[1]
- Казахстан - используются в качестве спортивного и учебного оружия[7]
- Молдова - винтовка сертифицирована в качестве спортивного оружия[8].
- Украина - некоторое количество имелось на хранении в МЧС Украины[9] и вооружённых силах; по состоянию на 6 августа 2008 года, на складах министерства обороны оставалось 500 шт. винтовок ТОЗ-12[10], 29 февраля 2012 года было принято решение об утилизации запасов ТОЗ-12[11].